# R:
R: (significado de Resposta) é o álbum de estreia do humorista brasileiro Rafinha Bastos, lançado em 19 de dezembro de 2011 em download digital. O disco foi gravado em dezembro de 2011 e produzido por Carlos Eduardo Miranda e Flávio Santos. Grande parte das músicas do álbum são cantigas populares brasileiras cantadas pelo humorista com batidas ao fundo. R: alcançou 265 mil downloads em menos de 24 horas, equivalente a um disco de platina.

## Antecedentes e produção
Em setembro de 2011, Rafinha Bastos, ao fazer uma piada sobre a cantora Wanessa Camargo no programa de televisão Custe o Que Custar, o humorista cita que "comeria ela e o bebê". O comentário gerou controvérsias nos meios de comunicação e dentro do próprio programa. No mês seguinte, Rafinha é suspenso do programa, onde posteriormente pediria demissão da emissora. Em dezembro do mesmo ano, Rafinha divulga que lançaria um álbum onde falaria "as coisas que não disse até agora. Vou usar a música pra me expressar".
| “                                             | O CD nem tem o objetivo de ser divertido. Escolhi um repertório que tem a ver com este meu momento confuso e polêmico. (...) Tem duas músicas próprias. A de trabalho se chama “Oração para todos”. Nela falo tudo o que estava engasgado este tempo todo. | ” |
| — Em entrevista ao Revista da TV, do O Globo. | |   |

## Composição
R: tem, em sua maior parte, cantigas populares brasileiras cantadas pelo humorista com batidas ao fundo. Canções como "Cai, Cai, Balão" (que no álbum é chamada de "Dirigível em Queda") e "Escravos de Jó" (disponível nas versões "tranquila" e "proibidão", sob o título "Escravidão") foram regravadas incluindo palavras de baixo calão e piadas de duplo sentido.

## Lançamento e capa do álbum
O título e lançamento do álbum foi revelado por Bastos, via Twitter, no dia 8 de dezembro. O álbum de estreia do humorista foi lançado no dia 19 do mesmo mês. A capa do álbum, que foi produzida por Carlos Eduardo Miranda, traz o selo Parental Advisory, indicando que o álbum contém linguagem e/ou conteúdo ofensivo. A capa foi disponibilizada na internet algumas horas antes do lançamento oficial.

## Repercussão
Maurício Stycer, jornalista do UOL, avalia que o álbum "é uma piada do início ao fim, destinada a divertir seus jovens fãs e a rir de quem levou a sério sua intenção, anunciada dias atrás, de gravar um disco" e cita um verso da canção "Escravos de Jó", onde Rafinha "comenta a possibilidade de ser processado pelo autor da música". Já Fernando Oliveira, do iG, avaliou que o álbum "não responde a nada: é uma coletânea de canções populares em forma de pegadinha" e encerra a crítica dizendo que "ou seja: desta vez o alvo da piada foi quem baixou o disco e resolveu levá-lo a sério".

## Alinhamento de faixas
| N.º            | Título                                 | Duração |  |
| 1.             | "Oração para Todos"                    | 3:21    |  |
| 2.             | "Desejo a Você"                        | 0:31    |  |
| 3.             | "Pequena Oratório"                     | 1:44    |  |
| 4.             | "Escravidão"                           | 2:25    |  |
| 5.             | "Recado dos Sinos"                     | 2:16    |  |
| 6.             | "Dirigível em Queda"                   | 1:59    |  |
| 7.             | "Prenda"                               | 1:46    |  |
| 8.             | "Celebração das Orelhas"               | 1:50    |  |
| 9.             | "Escravidão (Para Maiores - Proibida)" | 2:26    |  |
| Duração total: | Duração total:                         | 19:08   |  |

## Histórico de lançamento
| País   | Data                   | Formato(s)       | Ref.  |
| ------ | ---------------------- | ---------------- | ----- |
| Brasil | 19 de dezembro de 2011 | Download digital | [ 2 ] |